# Monte Arlan
Arlan (Uly Balkan Gerşi) é uma montanha na província de Balkan, no oeste do Turquemenistão, com 1880 m de altitude e 1748 m de proeminência topográfica. O monte Arlan ergue-se cerca de 2000 m acima da costa do mar Cáspio, que está abaixo do nível médio do mar. É o ponto mais alto da cordilheira Balkan Daglary. A cidade de Balkanabat, capital da província de Balkan, fica 25 km a sudoeste.